# Horatio Bolton
Horatio Bolton (Hollesley, 2 giugno 1793 – Norwich, 15 agosto 1873) è stato un compositore di scacchi britannico.
È considerato, insieme a Pierre Auguste d'Orville, uno degli iniziatori dell'arte problemistica moderna.
Figlio di William Bolton, un pastore anglicano, si ritiene probabile che abbia ricevuto il nome Horatio perché ebbe come padrino di battesimo Horatio Nelson, un suo secondo cugino.
Frequentò il Caius College a Cambridge, dove ottenne un Master of arts nel 1823. Seguendo le tradizioni familiari, intraprese la carriera ecclesiastica. Nel 1821 fu ordinato prete della chiesa anglicana e nel 1829 gli fu affidata una parrocchia a Docking, nel Norfolk.
Compose un centinaio di problemi, la maggior parte diretti in più di tre mosse, alcuni dei quali condizionati (il matto deve essere dato con un particolare pezzo o pedone).  Molti furono pubblicati sulla rivista The Chess Player's Chronicle, diretta da Howard Staunton, e altri sulla Illustrated London News, la cui rubrica di scacchi era curata da Staunton.
William Lewis pubblicò 25 suoi problemi nel libro A Treatise on the Game of Chess (Londra, 1844). Il compositore Josef Kling gli dedicò la raccolta di problemi e finali The Chess Euclid (Londra, 1849).
Dopo la sua morte Howard Staunton, nell'Illustrated London News del 20 settembre 1873, lo descrive come "uno dei migliori compositori di problemi di scacchi che l'Inghilterra abbia prodotto".
Due suoi problemi:
|   | a | b | c | d | e | f | g | h |   |
| 8 | a8 torre del nero · f8 donna del nero · a7 torre del nero · b7 cavallo del nero · d7 pedone del nero · g7 pedone del nero · f6 re del nero · c5 cavallo del bianco · d5 pedone del bianco · e5 cavallo del bianco · e4 pedone del nero · h4 pedone del bianco · e3 pedone del bianco · g3 pedone del bianco · h3 donna del bianco · a2 pedone del bianco · b2 pedone del bianco · b1 re del bianco | a8 torre del nero · f8 donna del nero · a7 torre del nero · b7 cavallo del nero · d7 pedone del nero · g7 pedone del nero · f6 re del nero · c5 cavallo del bianco · d5 pedone del bianco · e5 cavallo del bianco · e4 pedone del nero · h4 pedone del bianco · e3 pedone del bianco · g3 pedone del bianco · h3 donna del bianco · a2 pedone del bianco · b2 pedone del bianco · b1 re del bianco | a8 torre del nero · f8 donna del nero · a7 torre del nero · b7 cavallo del nero · d7 pedone del nero · g7 pedone del nero · f6 re del nero · c5 cavallo del bianco · d5 pedone del bianco · e5 cavallo del bianco · e4 pedone del nero · h4 pedone del bianco · e3 pedone del bianco · g3 pedone del bianco · h3 donna del bianco · a2 pedone del bianco · b2 pedone del bianco · b1 re del bianco | a8 torre del nero · f8 donna del nero · a7 torre del nero · b7 cavallo del nero · d7 pedone del nero · g7 pedone del nero · f6 re del nero · c5 cavallo del bianco · d5 pedone del bianco · e5 cavallo del bianco · e4 pedone del nero · h4 pedone del bianco · e3 pedone del bianco · g3 pedone del bianco · h3 donna del bianco · a2 pedone del bianco · b2 pedone del bianco · b1 re del bianco | a8 torre del nero · f8 donna del nero · a7 torre del nero · b7 cavallo del nero · d7 pedone del nero · g7 pedone del nero · f6 re del nero · c5 cavallo del bianco · d5 pedone del bianco · e5 cavallo del bianco · e4 pedone del nero · h4 pedone del bianco · e3 pedone del bianco · g3 pedone del bianco · h3 donna del bianco · a2 pedone del bianco · b2 pedone del bianco · b1 re del bianco | a8 torre del nero · f8 donna del nero · a7 torre del nero · b7 cavallo del nero · d7 pedone del nero · g7 pedone del nero · f6 re del nero · c5 cavallo del bianco · d5 pedone del bianco · e5 cavallo del bianco · e4 pedone del nero · h4 pedone del bianco · e3 pedone del bianco · g3 pedone del bianco · h3 donna del bianco · a2 pedone del bianco · b2 pedone del bianco · b1 re del bianco | a8 torre del nero · f8 donna del nero · a7 torre del nero · b7 cavallo del nero · d7 pedone del nero · g7 pedone del nero · f6 re del nero · c5 cavallo del bianco · d5 pedone del bianco · e5 cavallo del bianco · e4 pedone del nero · h4 pedone del bianco · e3 pedone del bianco · g3 pedone del bianco · h3 donna del bianco · a2 pedone del bianco · b2 pedone del bianco · b1 re del bianco | a8 torre del nero · f8 donna del nero · a7 torre del nero · b7 cavallo del nero · d7 pedone del nero · g7 pedone del nero · f6 re del nero · c5 cavallo del bianco · d5 pedone del bianco · e5 cavallo del bianco · e4 pedone del nero · h4 pedone del bianco · e3 pedone del bianco · g3 pedone del bianco · h3 donna del bianco · a2 pedone del bianco · b2 pedone del bianco · b1 re del bianco | 8 |
| 7 | a8 torre del nero · f8 donna del nero · a7 torre del nero · b7 cavallo del nero · d7 pedone del nero · g7 pedone del nero · f6 re del nero · c5 cavallo del bianco · d5 pedone del bianco · e5 cavallo del bianco · e4 pedone del nero · h4 pedone del bianco · e3 pedone del bianco · g3 pedone del bianco · h3 donna del bianco · a2 pedone del bianco · b2 pedone del bianco · b1 re del bianco | a8 torre del nero · f8 donna del nero · a7 torre del nero · b7 cavallo del nero · d7 pedone del nero · g7 pedone del nero · f6 re del nero · c5 cavallo del bianco · d5 pedone del bianco · e5 cavallo del bianco · e4 pedone del nero · h4 pedone del bianco · e3 pedone del bianco · g3 pedone del bianco · h3 donna del bianco · a2 pedone del bianco · b2 pedone del bianco · b1 re del bianco | a8 torre del nero · f8 donna del nero · a7 torre del nero · b7 cavallo del nero · d7 pedone del nero · g7 pedone del nero · f6 re del nero · c5 cavallo del bianco · d5 pedone del bianco · e5 cavallo del bianco · e4 pedone del nero · h4 pedone del bianco · e3 pedone del bianco · g3 pedone del bianco · h3 donna del bianco · a2 pedone del bianco · b2 pedone del bianco · b1 re del bianco | a8 torre del nero · f8 donna del nero · a7 torre del nero · b7 cavallo del nero · d7 pedone del nero · g7 pedone del nero · f6 re del nero · c5 cavallo del bianco · d5 pedone del bianco · e5 cavallo del bianco · e4 pedone del nero · h4 pedone del bianco · e3 pedone del bianco · g3 pedone del bianco · h3 donna del bianco · a2 pedone del bianco · b2 pedone del bianco · b1 re del bianco | a8 torre del nero · f8 donna del nero · a7 torre del nero · b7 cavallo del nero · d7 pedone del nero · g7 pedone del nero · f6 re del nero · c5 cavallo del bianco · d5 pedone del bianco · e5 cavallo del bianco · e4 pedone del nero · h4 pedone del bianco · e3 pedone del bianco · g3 pedone del bianco · h3 donna del bianco · a2 pedone del bianco · b2 pedone del bianco · b1 re del bianco | a8 torre del nero · f8 donna del nero · a7 torre del nero · b7 cavallo del nero · d7 pedone del nero · g7 pedone del nero · f6 re del nero · c5 cavallo del bianco · d5 pedone del bianco · e5 cavallo del bianco · e4 pedone del nero · h4 pedone del bianco · e3 pedone del bianco · g3 pedone del bianco · h3 donna del bianco · a2 pedone del bianco · b2 pedone del bianco · b1 re del bianco | a8 torre del nero · f8 donna del nero · a7 torre del nero · b7 cavallo del nero · d7 pedone del nero · g7 pedone del nero · f6 re del nero · c5 cavallo del bianco · d5 pedone del bianco · e5 cavallo del bianco · e4 pedone del nero · h4 pedone del bianco · e3 pedone del bianco · g3 pedone del bianco · h3 donna del bianco · a2 pedone del bianco · b2 pedone del bianco · b1 re del bianco | a8 torre del nero · f8 donna del nero · a7 torre del nero · b7 cavallo del nero · d7 pedone del nero · g7 pedone del nero · f6 re del nero · c5 cavallo del bianco · d5 pedone del bianco · e5 cavallo del bianco · e4 pedone del nero · h4 pedone del bianco · e3 pedone del bianco · g3 pedone del bianco · h3 donna del bianco · a2 pedone del bianco · b2 pedone del bianco · b1 re del bianco | 7 |
| 6 | a8 torre del nero · f8 donna del nero · a7 torre del nero · b7 cavallo del nero · d7 pedone del nero · g7 pedone del nero · f6 re del nero · c5 cavallo del bianco · d5 pedone del bianco · e5 cavallo del bianco · e4 pedone del nero · h4 pedone del bianco · e3 pedone del bianco · g3 pedone del bianco · h3 donna del bianco · a2 pedone del bianco · b2 pedone del bianco · b1 re del bianco | a8 torre del nero · f8 donna del nero · a7 torre del nero · b7 cavallo del nero · d7 pedone del nero · g7 pedone del nero · f6 re del nero · c5 cavallo del bianco · d5 pedone del bianco · e5 cavallo del bianco · e4 pedone del nero · h4 pedone del bianco · e3 pedone del bianco · g3 pedone del bianco · h3 donna del bianco · a2 pedone del bianco · b2 pedone del bianco · b1 re del bianco | a8 torre del nero · f8 donna del nero · a7 torre del nero · b7 cavallo del nero · d7 pedone del nero · g7 pedone del nero · f6 re del nero · c5 cavallo del bianco · d5 pedone del bianco · e5 cavallo del bianco · e4 pedone del nero · h4 pedone del bianco · e3 pedone del bianco · g3 pedone del bianco · h3 donna del bianco · a2 pedone del bianco · b2 pedone del bianco · b1 re del bianco | a8 torre del nero · f8 donna del nero · a7 torre del nero · b7 cavallo del nero · d7 pedone del nero · g7 pedone del nero · f6 re del nero · c5 cavallo del bianco · d5 pedone del bianco · e5 cavallo del bianco · e4 pedone del nero · h4 pedone del bianco · e3 pedone del bianco · g3 pedone del bianco · h3 donna del bianco · a2 pedone del bianco · b2 pedone del bianco · b1 re del bianco | a8 torre del nero · f8 donna del nero · a7 torre del nero · b7 cavallo del nero · d7 pedone del nero · g7 pedone del nero · f6 re del nero · c5 cavallo del bianco · d5 pedone del bianco · e5 cavallo del bianco · e4 pedone del nero · h4 pedone del bianco · e3 pedone del bianco · g3 pedone del bianco · h3 donna del bianco · a2 pedone del bianco · b2 pedone del bianco · b1 re del bianco | a8 torre del nero · f8 donna del nero · a7 torre del nero · b7 cavallo del nero · d7 pedone del nero · g7 pedone del nero · f6 re del nero · c5 cavallo del bianco · d5 pedone del bianco · e5 cavallo del bianco · e4 pedone del nero · h4 pedone del bianco · e3 pedone del bianco · g3 pedone del bianco · h3 donna del bianco · a2 pedone del bianco · b2 pedone del bianco · b1 re del bianco | a8 torre del nero · f8 donna del nero · a7 torre del nero · b7 cavallo del nero · d7 pedone del nero · g7 pedone del nero · f6 re del nero · c5 cavallo del bianco · d5 pedone del bianco · e5 cavallo del bianco · e4 pedone del nero · h4 pedone del bianco · e3 pedone del bianco · g3 pedone del bianco · h3 donna del bianco · a2 pedone del bianco · b2 pedone del bianco · b1 re del bianco | a8 torre del nero · f8 donna del nero · a7 torre del nero · b7 cavallo del nero · d7 pedone del nero · g7 pedone del nero · f6 re del nero · c5 cavallo del bianco · d5 pedone del bianco · e5 cavallo del bianco · e4 pedone del nero · h4 pedone del bianco · e3 pedone del bianco · g3 pedone del bianco · h3 donna del bianco · a2 pedone del bianco · b2 pedone del bianco · b1 re del bianco | 6 |
| 5 | a8 torre del nero · f8 donna del nero · a7 torre del nero · b7 cavallo del nero · d7 pedone del nero · g7 pedone del nero · f6 re del nero · c5 cavallo del bianco · d5 pedone del bianco · e5 cavallo del bianco · e4 pedone del nero · h4 pedone del bianco · e3 pedone del bianco · g3 pedone del bianco · h3 donna del bianco · a2 pedone del bianco · b2 pedone del bianco · b1 re del bianco | a8 torre del nero · f8 donna del nero · a7 torre del nero · b7 cavallo del nero · d7 pedone del nero · g7 pedone del nero · f6 re del nero · c5 cavallo del bianco · d5 pedone del bianco · e5 cavallo del bianco · e4 pedone del nero · h4 pedone del bianco · e3 pedone del bianco · g3 pedone del bianco · h3 donna del bianco · a2 pedone del bianco · b2 pedone del bianco · b1 re del bianco | a8 torre del nero · f8 donna del nero · a7 torre del nero · b7 cavallo del nero · d7 pedone del nero · g7 pedone del nero · f6 re del nero · c5 cavallo del bianco · d5 pedone del bianco · e5 cavallo del bianco · e4 pedone del nero · h4 pedone del bianco · e3 pedone del bianco · g3 pedone del bianco · h3 donna del bianco · a2 pedone del bianco · b2 pedone del bianco · b1 re del bianco | a8 torre del nero · f8 donna del nero · a7 torre del nero · b7 cavallo del nero · d7 pedone del nero · g7 pedone del nero · f6 re del nero · c5 cavallo del bianco · d5 pedone del bianco · e5 cavallo del bianco · e4 pedone del nero · h4 pedone del bianco · e3 pedone del bianco · g3 pedone del bianco · h3 donna del bianco · a2 pedone del bianco · b2 pedone del bianco · b1 re del bianco | a8 torre del nero · f8 donna del nero · a7 torre del nero · b7 cavallo del nero · d7 pedone del nero · g7 pedone del nero · f6 re del nero · c5 cavallo del bianco · d5 pedone del bianco · e5 cavallo del bianco · e4 pedone del nero · h4 pedone del bianco · e3 pedone del bianco · g3 pedone del bianco · h3 donna del bianco · a2 pedone del bianco · b2 pedone del bianco · b1 re del bianco | a8 torre del nero · f8 donna del nero · a7 torre del nero · b7 cavallo del nero · d7 pedone del nero · g7 pedone del nero · f6 re del nero · c5 cavallo del bianco · d5 pedone del bianco · e5 cavallo del bianco · e4 pedone del nero · h4 pedone del bianco · e3 pedone del bianco · g3 pedone del bianco · h3 donna del bianco · a2 pedone del bianco · b2 pedone del bianco · b1 re del bianco | a8 torre del nero · f8 donna del nero · a7 torre del nero · b7 cavallo del nero · d7 pedone del nero · g7 pedone del nero · f6 re del nero · c5 cavallo del bianco · d5 pedone del bianco · e5 cavallo del bianco · e4 pedone del nero · h4 pedone del bianco · e3 pedone del bianco · g3 pedone del bianco · h3 donna del bianco · a2 pedone del bianco · b2 pedone del bianco · b1 re del bianco | a8 torre del nero · f8 donna del nero · a7 torre del nero · b7 cavallo del nero · d7 pedone del nero · g7 pedone del nero · f6 re del nero · c5 cavallo del bianco · d5 pedone del bianco · e5 cavallo del bianco · e4 pedone del nero · h4 pedone del bianco · e3 pedone del bianco · g3 pedone del bianco · h3 donna del bianco · a2 pedone del bianco · b2 pedone del bianco · b1 re del bianco | 5 |
| 4 | a8 torre del nero · f8 donna del nero · a7 torre del nero · b7 cavallo del nero · d7 pedone del nero · g7 pedone del nero · f6 re del nero · c5 cavallo del bianco · d5 pedone del bianco · e5 cavallo del bianco · e4 pedone del nero · h4 pedone del bianco · e3 pedone del bianco · g3 pedone del bianco · h3 donna del bianco · a2 pedone del bianco · b2 pedone del bianco · b1 re del bianco | a8 torre del nero · f8 donna del nero · a7 torre del nero · b7 cavallo del nero · d7 pedone del nero · g7 pedone del nero · f6 re del nero · c5 cavallo del bianco · d5 pedone del bianco · e5 cavallo del bianco · e4 pedone del nero · h4 pedone del bianco · e3 pedone del bianco · g3 pedone del bianco · h3 donna del bianco · a2 pedone del bianco · b2 pedone del bianco · b1 re del bianco | a8 torre del nero · f8 donna del nero · a7 torre del nero · b7 cavallo del nero · d7 pedone del nero · g7 pedone del nero · f6 re del nero · c5 cavallo del bianco · d5 pedone del bianco · e5 cavallo del bianco · e4 pedone del nero · h4 pedone del bianco · e3 pedone del bianco · g3 pedone del bianco · h3 donna del bianco · a2 pedone del bianco · b2 pedone del bianco · b1 re del bianco | a8 torre del nero · f8 donna del nero · a7 torre del nero · b7 cavallo del nero · d7 pedone del nero · g7 pedone del nero · f6 re del nero · c5 cavallo del bianco · d5 pedone del bianco · e5 cavallo del bianco · e4 pedone del nero · h4 pedone del bianco · e3 pedone del bianco · g3 pedone del bianco · h3 donna del bianco · a2 pedone del bianco · b2 pedone del bianco · b1 re del bianco | a8 torre del nero · f8 donna del nero · a7 torre del nero · b7 cavallo del nero · d7 pedone del nero · g7 pedone del nero · f6 re del nero · c5 cavallo del bianco · d5 pedone del bianco · e5 cavallo del bianco · e4 pedone del nero · h4 pedone del bianco · e3 pedone del bianco · g3 pedone del bianco · h3 donna del bianco · a2 pedone del bianco · b2 pedone del bianco · b1 re del bianco | a8 torre del nero · f8 donna del nero · a7 torre del nero · b7 cavallo del nero · d7 pedone del nero · g7 pedone del nero · f6 re del nero · c5 cavallo del bianco · d5 pedone del bianco · e5 cavallo del bianco · e4 pedone del nero · h4 pedone del bianco · e3 pedone del bianco · g3 pedone del bianco · h3 donna del bianco · a2 pedone del bianco · b2 pedone del bianco · b1 re del bianco | a8 torre del nero · f8 donna del nero · a7 torre del nero · b7 cavallo del nero · d7 pedone del nero · g7 pedone del nero · f6 re del nero · c5 cavallo del bianco · d5 pedone del bianco · e5 cavallo del bianco · e4 pedone del nero · h4 pedone del bianco · e3 pedone del bianco · g3 pedone del bianco · h3 donna del bianco · a2 pedone del bianco · b2 pedone del bianco · b1 re del bianco | a8 torre del nero · f8 donna del nero · a7 torre del nero · b7 cavallo del nero · d7 pedone del nero · g7 pedone del nero · f6 re del nero · c5 cavallo del bianco · d5 pedone del bianco · e5 cavallo del bianco · e4 pedone del nero · h4 pedone del bianco · e3 pedone del bianco · g3 pedone del bianco · h3 donna del bianco · a2 pedone del bianco · b2 pedone del bianco · b1 re del bianco | 4 |
| 3 | a8 torre del nero · f8 donna del nero · a7 torre del nero · b7 cavallo del nero · d7 pedone del nero · g7 pedone del nero · f6 re del nero · c5 cavallo del bianco · d5 pedone del bianco · e5 cavallo del bianco · e4 pedone del nero · h4 pedone del bianco · e3 pedone del bianco · g3 pedone del bianco · h3 donna del bianco · a2 pedone del bianco · b2 pedone del bianco · b1 re del bianco | a8 torre del nero · f8 donna del nero · a7 torre del nero · b7 cavallo del nero · d7 pedone del nero · g7 pedone del nero · f6 re del nero · c5 cavallo del bianco · d5 pedone del bianco · e5 cavallo del bianco · e4 pedone del nero · h4 pedone del bianco · e3 pedone del bianco · g3 pedone del bianco · h3 donna del bianco · a2 pedone del bianco · b2 pedone del bianco · b1 re del bianco | a8 torre del nero · f8 donna del nero · a7 torre del nero · b7 cavallo del nero · d7 pedone del nero · g7 pedone del nero · f6 re del nero · c5 cavallo del bianco · d5 pedone del bianco · e5 cavallo del bianco · e4 pedone del nero · h4 pedone del bianco · e3 pedone del bianco · g3 pedone del bianco · h3 donna del bianco · a2 pedone del bianco · b2 pedone del bianco · b1 re del bianco | a8 torre del nero · f8 donna del nero · a7 torre del nero · b7 cavallo del nero · d7 pedone del nero · g7 pedone del nero · f6 re del nero · c5 cavallo del bianco · d5 pedone del bianco · e5 cavallo del bianco · e4 pedone del nero · h4 pedone del bianco · e3 pedone del bianco · g3 pedone del bianco · h3 donna del bianco · a2 pedone del bianco · b2 pedone del bianco · b1 re del bianco | a8 torre del nero · f8 donna del nero · a7 torre del nero · b7 cavallo del nero · d7 pedone del nero · g7 pedone del nero · f6 re del nero · c5 cavallo del bianco · d5 pedone del bianco · e5 cavallo del bianco · e4 pedone del nero · h4 pedone del bianco · e3 pedone del bianco · g3 pedone del bianco · h3 donna del bianco · a2 pedone del bianco · b2 pedone del bianco · b1 re del bianco | a8 torre del nero · f8 donna del nero · a7 torre del nero · b7 cavallo del nero · d7 pedone del nero · g7 pedone del nero · f6 re del nero · c5 cavallo del bianco · d5 pedone del bianco · e5 cavallo del bianco · e4 pedone del nero · h4 pedone del bianco · e3 pedone del bianco · g3 pedone del bianco · h3 donna del bianco · a2 pedone del bianco · b2 pedone del bianco · b1 re del bianco | a8 torre del nero · f8 donna del nero · a7 torre del nero · b7 cavallo del nero · d7 pedone del nero · g7 pedone del nero · f6 re del nero · c5 cavallo del bianco · d5 pedone del bianco · e5 cavallo del bianco · e4 pedone del nero · h4 pedone del bianco · e3 pedone del bianco · g3 pedone del bianco · h3 donna del bianco · a2 pedone del bianco · b2 pedone del bianco · b1 re del bianco | a8 torre del nero · f8 donna del nero · a7 torre del nero · b7 cavallo del nero · d7 pedone del nero · g7 pedone del nero · f6 re del nero · c5 cavallo del bianco · d5 pedone del bianco · e5 cavallo del bianco · e4 pedone del nero · h4 pedone del bianco · e3 pedone del bianco · g3 pedone del bianco · h3 donna del bianco · a2 pedone del bianco · b2 pedone del bianco · b1 re del bianco | 3 |
| 2 | a8 torre del nero · f8 donna del nero · a7 torre del nero · b7 cavallo del nero · d7 pedone del nero · g7 pedone del nero · f6 re del nero · c5 cavallo del bianco · d5 pedone del bianco · e5 cavallo del bianco · e4 pedone del nero · h4 pedone del bianco · e3 pedone del bianco · g3 pedone del bianco · h3 donna del bianco · a2 pedone del bianco · b2 pedone del bianco · b1 re del bianco | a8 torre del nero · f8 donna del nero · a7 torre del nero · b7 cavallo del nero · d7 pedone del nero · g7 pedone del nero · f6 re del nero · c5 cavallo del bianco · d5 pedone del bianco · e5 cavallo del bianco · e4 pedone del nero · h4 pedone del bianco · e3 pedone del bianco · g3 pedone del bianco · h3 donna del bianco · a2 pedone del bianco · b2 pedone del bianco · b1 re del bianco | a8 torre del nero · f8 donna del nero · a7 torre del nero · b7 cavallo del nero · d7 pedone del nero · g7 pedone del nero · f6 re del nero · c5 cavallo del bianco · d5 pedone del bianco · e5 cavallo del bianco · e4 pedone del nero · h4 pedone del bianco · e3 pedone del bianco · g3 pedone del bianco · h3 donna del bianco · a2 pedone del bianco · b2 pedone del bianco · b1 re del bianco | a8 torre del nero · f8 donna del nero · a7 torre del nero · b7 cavallo del nero · d7 pedone del nero · g7 pedone del nero · f6 re del nero · c5 cavallo del bianco · d5 pedone del bianco · e5 cavallo del bianco · e4 pedone del nero · h4 pedone del bianco · e3 pedone del bianco · g3 pedone del bianco · h3 donna del bianco · a2 pedone del bianco · b2 pedone del bianco · b1 re del bianco | a8 torre del nero · f8 donna del nero · a7 torre del nero · b7 cavallo del nero · d7 pedone del nero · g7 pedone del nero · f6 re del nero · c5 cavallo del bianco · d5 pedone del bianco · e5 cavallo del bianco · e4 pedone del nero · h4 pedone del bianco · e3 pedone del bianco · g3 pedone del bianco · h3 donna del bianco · a2 pedone del bianco · b2 pedone del bianco · b1 re del bianco | a8 torre del nero · f8 donna del nero · a7 torre del nero · b7 cavallo del nero · d7 pedone del nero · g7 pedone del nero · f6 re del nero · c5 cavallo del bianco · d5 pedone del bianco · e5 cavallo del bianco · e4 pedone del nero · h4 pedone del bianco · e3 pedone del bianco · g3 pedone del bianco · h3 donna del bianco · a2 pedone del bianco · b2 pedone del bianco · b1 re del bianco | a8 torre del nero · f8 donna del nero · a7 torre del nero · b7 cavallo del nero · d7 pedone del nero · g7 pedone del nero · f6 re del nero · c5 cavallo del bianco · d5 pedone del bianco · e5 cavallo del bianco · e4 pedone del nero · h4 pedone del bianco · e3 pedone del bianco · g3 pedone del bianco · h3 donna del bianco · a2 pedone del bianco · b2 pedone del bianco · b1 re del bianco | a8 torre del nero · f8 donna del nero · a7 torre del nero · b7 cavallo del nero · d7 pedone del nero · g7 pedone del nero · f6 re del nero · c5 cavallo del bianco · d5 pedone del bianco · e5 cavallo del bianco · e4 pedone del nero · h4 pedone del bianco · e3 pedone del bianco · g3 pedone del bianco · h3 donna del bianco · a2 pedone del bianco · b2 pedone del bianco · b1 re del bianco | 2 |
| 1 | a8 torre del nero · f8 donna del nero · a7 torre del nero · b7 cavallo del nero · d7 pedone del nero · g7 pedone del nero · f6 re del nero · c5 cavallo del bianco · d5 pedone del bianco · e5 cavallo del bianco · e4 pedone del nero · h4 pedone del bianco · e3 pedone del bianco · g3 pedone del bianco · h3 donna del bianco · a2 pedone del bianco · b2 pedone del bianco · b1 re del bianco | a8 torre del nero · f8 donna del nero · a7 torre del nero · b7 cavallo del nero · d7 pedone del nero · g7 pedone del nero · f6 re del nero · c5 cavallo del bianco · d5 pedone del bianco · e5 cavallo del bianco · e4 pedone del nero · h4 pedone del bianco · e3 pedone del bianco · g3 pedone del bianco · h3 donna del bianco · a2 pedone del bianco · b2 pedone del bianco · b1 re del bianco | a8 torre del nero · f8 donna del nero · a7 torre del nero · b7 cavallo del nero · d7 pedone del nero · g7 pedone del nero · f6 re del nero · c5 cavallo del bianco · d5 pedone del bianco · e5 cavallo del bianco · e4 pedone del nero · h4 pedone del bianco · e3 pedone del bianco · g3 pedone del bianco · h3 donna del bianco · a2 pedone del bianco · b2 pedone del bianco · b1 re del bianco | a8 torre del nero · f8 donna del nero · a7 torre del nero · b7 cavallo del nero · d7 pedone del nero · g7 pedone del nero · f6 re del nero · c5 cavallo del bianco · d5 pedone del bianco · e5 cavallo del bianco · e4 pedone del nero · h4 pedone del bianco · e3 pedone del bianco · g3 pedone del bianco · h3 donna del bianco · a2 pedone del bianco · b2 pedone del bianco · b1 re del bianco | a8 torre del nero · f8 donna del nero · a7 torre del nero · b7 cavallo del nero · d7 pedone del nero · g7 pedone del nero · f6 re del nero · c5 cavallo del bianco · d5 pedone del bianco · e5 cavallo del bianco · e4 pedone del nero · h4 pedone del bianco · e3 pedone del bianco · g3 pedone del bianco · h3 donna del bianco · a2 pedone del bianco · b2 pedone del bianco · b1 re del bianco | a8 torre del nero · f8 donna del nero · a7 torre del nero · b7 cavallo del nero · d7 pedone del nero · g7 pedone del nero · f6 re del nero · c5 cavallo del bianco · d5 pedone del bianco · e5 cavallo del bianco · e4 pedone del nero · h4 pedone del bianco · e3 pedone del bianco · g3 pedone del bianco · h3 donna del bianco · a2 pedone del bianco · b2 pedone del bianco · b1 re del bianco | a8 torre del nero · f8 donna del nero · a7 torre del nero · b7 cavallo del nero · d7 pedone del nero · g7 pedone del nero · f6 re del nero · c5 cavallo del bianco · d5 pedone del bianco · e5 cavallo del bianco · e4 pedone del nero · h4 pedone del bianco · e3 pedone del bianco · g3 pedone del bianco · h3 donna del bianco · a2 pedone del bianco · b2 pedone del bianco · b1 re del bianco | a8 torre del nero · f8 donna del nero · a7 torre del nero · b7 cavallo del nero · d7 pedone del nero · g7 pedone del nero · f6 re del nero · c5 cavallo del bianco · d5 pedone del bianco · e5 cavallo del bianco · e4 pedone del nero · h4 pedone del bianco · e3 pedone del bianco · g3 pedone del bianco · h3 donna del bianco · a2 pedone del bianco · b2 pedone del bianco · b1 re del bianco | 1 |
|   | a | b | c | d | e | f | g | h |   |

Soluzione:
1. Df5+ !
1... Rxf5  2. Ccxd7   ∼  3. g4# br>
|   | a | b | c | d | e | f | g | h |   |
| 8 | f8 donna del nero · h8 re del nero · f7 pedone del nero · h7 pedone del nero · f6 cavallo del bianco · g6 alfiere del nero · h6 torre del bianco · b4 pedone del nero · a3 pedone del nero · b3 pedone del bianco · a2 pedone del bianco · a1 re del bianco · g1 torre del bianco | f8 donna del nero · h8 re del nero · f7 pedone del nero · h7 pedone del nero · f6 cavallo del bianco · g6 alfiere del nero · h6 torre del bianco · b4 pedone del nero · a3 pedone del nero · b3 pedone del bianco · a2 pedone del bianco · a1 re del bianco · g1 torre del bianco | f8 donna del nero · h8 re del nero · f7 pedone del nero · h7 pedone del nero · f6 cavallo del bianco · g6 alfiere del nero · h6 torre del bianco · b4 pedone del nero · a3 pedone del nero · b3 pedone del bianco · a2 pedone del bianco · a1 re del bianco · g1 torre del bianco | f8 donna del nero · h8 re del nero · f7 pedone del nero · h7 pedone del nero · f6 cavallo del bianco · g6 alfiere del nero · h6 torre del bianco · b4 pedone del nero · a3 pedone del nero · b3 pedone del bianco · a2 pedone del bianco · a1 re del bianco · g1 torre del bianco | f8 donna del nero · h8 re del nero · f7 pedone del nero · h7 pedone del nero · f6 cavallo del bianco · g6 alfiere del nero · h6 torre del bianco · b4 pedone del nero · a3 pedone del nero · b3 pedone del bianco · a2 pedone del bianco · a1 re del bianco · g1 torre del bianco | f8 donna del nero · h8 re del nero · f7 pedone del nero · h7 pedone del nero · f6 cavallo del bianco · g6 alfiere del nero · h6 torre del bianco · b4 pedone del nero · a3 pedone del nero · b3 pedone del bianco · a2 pedone del bianco · a1 re del bianco · g1 torre del bianco | f8 donna del nero · h8 re del nero · f7 pedone del nero · h7 pedone del nero · f6 cavallo del bianco · g6 alfiere del nero · h6 torre del bianco · b4 pedone del nero · a3 pedone del nero · b3 pedone del bianco · a2 pedone del bianco · a1 re del bianco · g1 torre del bianco | f8 donna del nero · h8 re del nero · f7 pedone del nero · h7 pedone del nero · f6 cavallo del bianco · g6 alfiere del nero · h6 torre del bianco · b4 pedone del nero · a3 pedone del nero · b3 pedone del bianco · a2 pedone del bianco · a1 re del bianco · g1 torre del bianco | 8 |
| 7 | f8 donna del nero · h8 re del nero · f7 pedone del nero · h7 pedone del nero · f6 cavallo del bianco · g6 alfiere del nero · h6 torre del bianco · b4 pedone del nero · a3 pedone del nero · b3 pedone del bianco · a2 pedone del bianco · a1 re del bianco · g1 torre del bianco | f8 donna del nero · h8 re del nero · f7 pedone del nero · h7 pedone del nero · f6 cavallo del bianco · g6 alfiere del nero · h6 torre del bianco · b4 pedone del nero · a3 pedone del nero · b3 pedone del bianco · a2 pedone del bianco · a1 re del bianco · g1 torre del bianco | f8 donna del nero · h8 re del nero · f7 pedone del nero · h7 pedone del nero · f6 cavallo del bianco · g6 alfiere del nero · h6 torre del bianco · b4 pedone del nero · a3 pedone del nero · b3 pedone del bianco · a2 pedone del bianco · a1 re del bianco · g1 torre del bianco | f8 donna del nero · h8 re del nero · f7 pedone del nero · h7 pedone del nero · f6 cavallo del bianco · g6 alfiere del nero · h6 torre del bianco · b4 pedone del nero · a3 pedone del nero · b3 pedone del bianco · a2 pedone del bianco · a1 re del bianco · g1 torre del bianco | f8 donna del nero · h8 re del nero · f7 pedone del nero · h7 pedone del nero · f6 cavallo del bianco · g6 alfiere del nero · h6 torre del bianco · b4 pedone del nero · a3 pedone del nero · b3 pedone del bianco · a2 pedone del bianco · a1 re del bianco · g1 torre del bianco | f8 donna del nero · h8 re del nero · f7 pedone del nero · h7 pedone del nero · f6 cavallo del bianco · g6 alfiere del nero · h6 torre del bianco · b4 pedone del nero · a3 pedone del nero · b3 pedone del bianco · a2 pedone del bianco · a1 re del bianco · g1 torre del bianco | f8 donna del nero · h8 re del nero · f7 pedone del nero · h7 pedone del nero · f6 cavallo del bianco · g6 alfiere del nero · h6 torre del bianco · b4 pedone del nero · a3 pedone del nero · b3 pedone del bianco · a2 pedone del bianco · a1 re del bianco · g1 torre del bianco | f8 donna del nero · h8 re del nero · f7 pedone del nero · h7 pedone del nero · f6 cavallo del bianco · g6 alfiere del nero · h6 torre del bianco · b4 pedone del nero · a3 pedone del nero · b3 pedone del bianco · a2 pedone del bianco · a1 re del bianco · g1 torre del bianco | 7 |
| 6 | f8 donna del nero · h8 re del nero · f7 pedone del nero · h7 pedone del nero · f6 cavallo del bianco · g6 alfiere del nero · h6 torre del bianco · b4 pedone del nero · a3 pedone del nero · b3 pedone del bianco · a2 pedone del bianco · a1 re del bianco · g1 torre del bianco | f8 donna del nero · h8 re del nero · f7 pedone del nero · h7 pedone del nero · f6 cavallo del bianco · g6 alfiere del nero · h6 torre del bianco · b4 pedone del nero · a3 pedone del nero · b3 pedone del bianco · a2 pedone del bianco · a1 re del bianco · g1 torre del bianco | f8 donna del nero · h8 re del nero · f7 pedone del nero · h7 pedone del nero · f6 cavallo del bianco · g6 alfiere del nero · h6 torre del bianco · b4 pedone del nero · a3 pedone del nero · b3 pedone del bianco · a2 pedone del bianco · a1 re del bianco · g1 torre del bianco | f8 donna del nero · h8 re del nero · f7 pedone del nero · h7 pedone del nero · f6 cavallo del bianco · g6 alfiere del nero · h6 torre del bianco · b4 pedone del nero · a3 pedone del nero · b3 pedone del bianco · a2 pedone del bianco · a1 re del bianco · g1 torre del bianco | f8 donna del nero · h8 re del nero · f7 pedone del nero · h7 pedone del nero · f6 cavallo del bianco · g6 alfiere del nero · h6 torre del bianco · b4 pedone del nero · a3 pedone del nero · b3 pedone del bianco · a2 pedone del bianco · a1 re del bianco · g1 torre del bianco | f8 donna del nero · h8 re del nero · f7 pedone del nero · h7 pedone del nero · f6 cavallo del bianco · g6 alfiere del nero · h6 torre del bianco · b4 pedone del nero · a3 pedone del nero · b3 pedone del bianco · a2 pedone del bianco · a1 re del bianco · g1 torre del bianco | f8 donna del nero · h8 re del nero · f7 pedone del nero · h7 pedone del nero · f6 cavallo del bianco · g6 alfiere del nero · h6 torre del bianco · b4 pedone del nero · a3 pedone del nero · b3 pedone del bianco · a2 pedone del bianco · a1 re del bianco · g1 torre del bianco | f8 donna del nero · h8 re del nero · f7 pedone del nero · h7 pedone del nero · f6 cavallo del bianco · g6 alfiere del nero · h6 torre del bianco · b4 pedone del nero · a3 pedone del nero · b3 pedone del bianco · a2 pedone del bianco · a1 re del bianco · g1 torre del bianco | 6 |
| 5 | f8 donna del nero · h8 re del nero · f7 pedone del nero · h7 pedone del nero · f6 cavallo del bianco · g6 alfiere del nero · h6 torre del bianco · b4 pedone del nero · a3 pedone del nero · b3 pedone del bianco · a2 pedone del bianco · a1 re del bianco · g1 torre del bianco | f8 donna del nero · h8 re del nero · f7 pedone del nero · h7 pedone del nero · f6 cavallo del bianco · g6 alfiere del nero · h6 torre del bianco · b4 pedone del nero · a3 pedone del nero · b3 pedone del bianco · a2 pedone del bianco · a1 re del bianco · g1 torre del bianco | f8 donna del nero · h8 re del nero · f7 pedone del nero · h7 pedone del nero · f6 cavallo del bianco · g6 alfiere del nero · h6 torre del bianco · b4 pedone del nero · a3 pedone del nero · b3 pedone del bianco · a2 pedone del bianco · a1 re del bianco · g1 torre del bianco | f8 donna del nero · h8 re del nero · f7 pedone del nero · h7 pedone del nero · f6 cavallo del bianco · g6 alfiere del nero · h6 torre del bianco · b4 pedone del nero · a3 pedone del nero · b3 pedone del bianco · a2 pedone del bianco · a1 re del bianco · g1 torre del bianco | f8 donna del nero · h8 re del nero · f7 pedone del nero · h7 pedone del nero · f6 cavallo del bianco · g6 alfiere del nero · h6 torre del bianco · b4 pedone del nero · a3 pedone del nero · b3 pedone del bianco · a2 pedone del bianco · a1 re del bianco · g1 torre del bianco | f8 donna del nero · h8 re del nero · f7 pedone del nero · h7 pedone del nero · f6 cavallo del bianco · g6 alfiere del nero · h6 torre del bianco · b4 pedone del nero · a3 pedone del nero · b3 pedone del bianco · a2 pedone del bianco · a1 re del bianco · g1 torre del bianco | f8 donna del nero · h8 re del nero · f7 pedone del nero · h7 pedone del nero · f6 cavallo del bianco · g6 alfiere del nero · h6 torre del bianco · b4 pedone del nero · a3 pedone del nero · b3 pedone del bianco · a2 pedone del bianco · a1 re del bianco · g1 torre del bianco | f8 donna del nero · h8 re del nero · f7 pedone del nero · h7 pedone del nero · f6 cavallo del bianco · g6 alfiere del nero · h6 torre del bianco · b4 pedone del nero · a3 pedone del nero · b3 pedone del bianco · a2 pedone del bianco · a1 re del bianco · g1 torre del bianco | 5 |
| 4 | f8 donna del nero · h8 re del nero · f7 pedone del nero · h7 pedone del nero · f6 cavallo del bianco · g6 alfiere del nero · h6 torre del bianco · b4 pedone del nero · a3 pedone del nero · b3 pedone del bianco · a2 pedone del bianco · a1 re del bianco · g1 torre del bianco | f8 donna del nero · h8 re del nero · f7 pedone del nero · h7 pedone del nero · f6 cavallo del bianco · g6 alfiere del nero · h6 torre del bianco · b4 pedone del nero · a3 pedone del nero · b3 pedone del bianco · a2 pedone del bianco · a1 re del bianco · g1 torre del bianco | f8 donna del nero · h8 re del nero · f7 pedone del nero · h7 pedone del nero · f6 cavallo del bianco · g6 alfiere del nero · h6 torre del bianco · b4 pedone del nero · a3 pedone del nero · b3 pedone del bianco · a2 pedone del bianco · a1 re del bianco · g1 torre del bianco | f8 donna del nero · h8 re del nero · f7 pedone del nero · h7 pedone del nero · f6 cavallo del bianco · g6 alfiere del nero · h6 torre del bianco · b4 pedone del nero · a3 pedone del nero · b3 pedone del bianco · a2 pedone del bianco · a1 re del bianco · g1 torre del bianco | f8 donna del nero · h8 re del nero · f7 pedone del nero · h7 pedone del nero · f6 cavallo del bianco · g6 alfiere del nero · h6 torre del bianco · b4 pedone del nero · a3 pedone del nero · b3 pedone del bianco · a2 pedone del bianco · a1 re del bianco · g1 torre del bianco | f8 donna del nero · h8 re del nero · f7 pedone del nero · h7 pedone del nero · f6 cavallo del bianco · g6 alfiere del nero · h6 torre del bianco · b4 pedone del nero · a3 pedone del nero · b3 pedone del bianco · a2 pedone del bianco · a1 re del bianco · g1 torre del bianco | f8 donna del nero · h8 re del nero · f7 pedone del nero · h7 pedone del nero · f6 cavallo del bianco · g6 alfiere del nero · h6 torre del bianco · b4 pedone del nero · a3 pedone del nero · b3 pedone del bianco · a2 pedone del bianco · a1 re del bianco · g1 torre del bianco | f8 donna del nero · h8 re del nero · f7 pedone del nero · h7 pedone del nero · f6 cavallo del bianco · g6 alfiere del nero · h6 torre del bianco · b4 pedone del nero · a3 pedone del nero · b3 pedone del bianco · a2 pedone del bianco · a1 re del bianco · g1 torre del bianco | 4 |
| 3 | f8 donna del nero · h8 re del nero · f7 pedone del nero · h7 pedone del nero · f6 cavallo del bianco · g6 alfiere del nero · h6 torre del bianco · b4 pedone del nero · a3 pedone del nero · b3 pedone del bianco · a2 pedone del bianco · a1 re del bianco · g1 torre del bianco | f8 donna del nero · h8 re del nero · f7 pedone del nero · h7 pedone del nero · f6 cavallo del bianco · g6 alfiere del nero · h6 torre del bianco · b4 pedone del nero · a3 pedone del nero · b3 pedone del bianco · a2 pedone del bianco · a1 re del bianco · g1 torre del bianco | f8 donna del nero · h8 re del nero · f7 pedone del nero · h7 pedone del nero · f6 cavallo del bianco · g6 alfiere del nero · h6 torre del bianco · b4 pedone del nero · a3 pedone del nero · b3 pedone del bianco · a2 pedone del bianco · a1 re del bianco · g1 torre del bianco | f8 donna del nero · h8 re del nero · f7 pedone del nero · h7 pedone del nero · f6 cavallo del bianco · g6 alfiere del nero · h6 torre del bianco · b4 pedone del nero · a3 pedone del nero · b3 pedone del bianco · a2 pedone del bianco · a1 re del bianco · g1 torre del bianco | f8 donna del nero · h8 re del nero · f7 pedone del nero · h7 pedone del nero · f6 cavallo del bianco · g6 alfiere del nero · h6 torre del bianco · b4 pedone del nero · a3 pedone del nero · b3 pedone del bianco · a2 pedone del bianco · a1 re del bianco · g1 torre del bianco | f8 donna del nero · h8 re del nero · f7 pedone del nero · h7 pedone del nero · f6 cavallo del bianco · g6 alfiere del nero · h6 torre del bianco · b4 pedone del nero · a3 pedone del nero · b3 pedone del bianco · a2 pedone del bianco · a1 re del bianco · g1 torre del bianco | f8 donna del nero · h8 re del nero · f7 pedone del nero · h7 pedone del nero · f6 cavallo del bianco · g6 alfiere del nero · h6 torre del bianco · b4 pedone del nero · a3 pedone del nero · b3 pedone del bianco · a2 pedone del bianco · a1 re del bianco · g1 torre del bianco | f8 donna del nero · h8 re del nero · f7 pedone del nero · h7 pedone del nero · f6 cavallo del bianco · g6 alfiere del nero · h6 torre del bianco · b4 pedone del nero · a3 pedone del nero · b3 pedone del bianco · a2 pedone del bianco · a1 re del bianco · g1 torre del bianco | 3 |
| 2 | f8 donna del nero · h8 re del nero · f7 pedone del nero · h7 pedone del nero · f6 cavallo del bianco · g6 alfiere del nero · h6 torre del bianco · b4 pedone del nero · a3 pedone del nero · b3 pedone del bianco · a2 pedone del bianco · a1 re del bianco · g1 torre del bianco | f8 donna del nero · h8 re del nero · f7 pedone del nero · h7 pedone del nero · f6 cavallo del bianco · g6 alfiere del nero · h6 torre del bianco · b4 pedone del nero · a3 pedone del nero · b3 pedone del bianco · a2 pedone del bianco · a1 re del bianco · g1 torre del bianco | f8 donna del nero · h8 re del nero · f7 pedone del nero · h7 pedone del nero · f6 cavallo del bianco · g6 alfiere del nero · h6 torre del bianco · b4 pedone del nero · a3 pedone del nero · b3 pedone del bianco · a2 pedone del bianco · a1 re del bianco · g1 torre del bianco | f8 donna del nero · h8 re del nero · f7 pedone del nero · h7 pedone del nero · f6 cavallo del bianco · g6 alfiere del nero · h6 torre del bianco · b4 pedone del nero · a3 pedone del nero · b3 pedone del bianco · a2 pedone del bianco · a1 re del bianco · g1 torre del bianco | f8 donna del nero · h8 re del nero · f7 pedone del nero · h7 pedone del nero · f6 cavallo del bianco · g6 alfiere del nero · h6 torre del bianco · b4 pedone del nero · a3 pedone del nero · b3 pedone del bianco · a2 pedone del bianco · a1 re del bianco · g1 torre del bianco | f8 donna del nero · h8 re del nero · f7 pedone del nero · h7 pedone del nero · f6 cavallo del bianco · g6 alfiere del nero · h6 torre del bianco · b4 pedone del nero · a3 pedone del nero · b3 pedone del bianco · a2 pedone del bianco · a1 re del bianco · g1 torre del bianco | f8 donna del nero · h8 re del nero · f7 pedone del nero · h7 pedone del nero · f6 cavallo del bianco · g6 alfiere del nero · h6 torre del bianco · b4 pedone del nero · a3 pedone del nero · b3 pedone del bianco · a2 pedone del bianco · a1 re del bianco · g1 torre del bianco | f8 donna del nero · h8 re del nero · f7 pedone del nero · h7 pedone del nero · f6 cavallo del bianco · g6 alfiere del nero · h6 torre del bianco · b4 pedone del nero · a3 pedone del nero · b3 pedone del bianco · a2 pedone del bianco · a1 re del bianco · g1 torre del bianco | 2 |
| 1 | f8 donna del nero · h8 re del nero · f7 pedone del nero · h7 pedone del nero · f6 cavallo del bianco · g6 alfiere del nero · h6 torre del bianco · b4 pedone del nero · a3 pedone del nero · b3 pedone del bianco · a2 pedone del bianco · a1 re del bianco · g1 torre del bianco | f8 donna del nero · h8 re del nero · f7 pedone del nero · h7 pedone del nero · f6 cavallo del bianco · g6 alfiere del nero · h6 torre del bianco · b4 pedone del nero · a3 pedone del nero · b3 pedone del bianco · a2 pedone del bianco · a1 re del bianco · g1 torre del bianco | f8 donna del nero · h8 re del nero · f7 pedone del nero · h7 pedone del nero · f6 cavallo del bianco · g6 alfiere del nero · h6 torre del bianco · b4 pedone del nero · a3 pedone del nero · b3 pedone del bianco · a2 pedone del bianco · a1 re del bianco · g1 torre del bianco | f8 donna del nero · h8 re del nero · f7 pedone del nero · h7 pedone del nero · f6 cavallo del bianco · g6 alfiere del nero · h6 torre del bianco · b4 pedone del nero · a3 pedone del nero · b3 pedone del bianco · a2 pedone del bianco · a1 re del bianco · g1 torre del bianco | f8 donna del nero · h8 re del nero · f7 pedone del nero · h7 pedone del nero · f6 cavallo del bianco · g6 alfiere del nero · h6 torre del bianco · b4 pedone del nero · a3 pedone del nero · b3 pedone del bianco · a2 pedone del bianco · a1 re del bianco · g1 torre del bianco | f8 donna del nero · h8 re del nero · f7 pedone del nero · h7 pedone del nero · f6 cavallo del bianco · g6 alfiere del nero · h6 torre del bianco · b4 pedone del nero · a3 pedone del nero · b3 pedone del bianco · a2 pedone del bianco · a1 re del bianco · g1 torre del bianco | f8 donna del nero · h8 re del nero · f7 pedone del nero · h7 pedone del nero · f6 cavallo del bianco · g6 alfiere del nero · h6 torre del bianco · b4 pedone del nero · a3 pedone del nero · b3 pedone del bianco · a2 pedone del bianco · a1 re del bianco · g1 torre del bianco | f8 donna del nero · h8 re del nero · f7 pedone del nero · h7 pedone del nero · f6 cavallo del bianco · g6 alfiere del nero · h6 torre del bianco · b4 pedone del nero · a3 pedone del nero · b3 pedone del bianco · a2 pedone del bianco · a1 re del bianco · g1 torre del bianco | 1 |
|   | a | b | c | d | e | f | g | h |   |

Soluzione:
1. Tgxg6!  Dg7  (1... ∼ 2. Txh7#)

2. Tg2!  (g3-g4-g5)  2... Dxf6+